# Rob Reiner

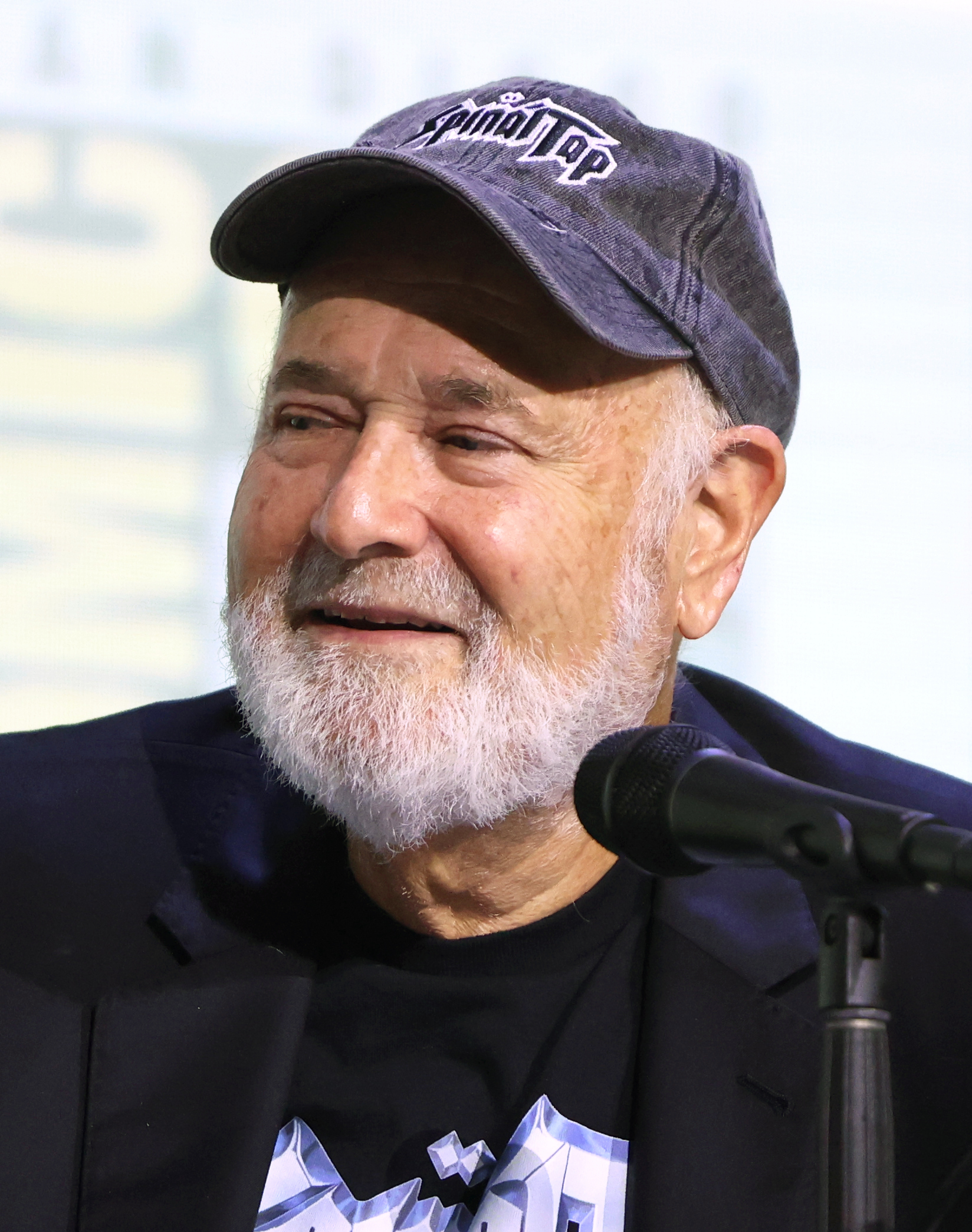
Rob Reiner (2025)

Robert „Rob“ Reiner (* 6. März 1947 in der Bronx, New York City) ist ein US-amerikanischer Filmregisseur, -produzent und Schauspieler. Als Darsteller wurde er in den 1970er-Jahren durch die Fernsehserie All in the Family bekannt. Seit Mitte der 1980er-Jahre inszenierte er als Regisseur erfolgreiche Filme wie This Is Spinal Tap, Stand by Me, Die Braut des Prinzen, Harry und Sally, Misery und Eine Frage der Ehre.

## Leben
Reiner stammt aus einer jüdischen Familie in der Bronx. Er ist der Sohn des Regisseurs Carl Reiner und der Schauspielerin Estelle Reiner. Seine jüngeren Geschwister sind die Schriftstellerin Annie Reiner sowie der Künstler Lucas Reiner.

### Reiner als Schauspieler
Bereits als Zwölfjähriger trat er in der Serie 77 Sunset Strip auf. In der Folge war er in Alfred Hitchcock Presents, Batman, The Andy Griffith Show, The Beverly Hillbillies und Die Partridge Familie zu sehen. Populär wurde er mit seiner Emmy-preisgekrönten Rolle als Schwiegersohn Michael 'Meathead' Stivic in der Serie All in the Family. Die deutsche Version dieser Serie war Ein Herz und eine Seele, wobei Reiner ähnlich wie Diether Krebs als überzeugter Linker wiederholt mit seinem Schwiegervater aneinandergerät.
Parallel zu seinen eigenen Projekten ist Reiner immer wieder in Nebenrollen in den Filmen anderer Regisseure zu sehen, etwa in Schlaflos in Seattle, Schmeiß’ die Mama aus dem Zug!, Der Club der Teufelinnen, Mit aller Macht und EDtv. Als Sprecher war Reiner 2006 an dem animierten Familienabenteuer Everyone’s Hero beteiligt. In der Fernsehserie New Girl verkörperte Reiner in mehreren Folgen den Vater der von Zooey Deschanel dargestellten Protagonistin Jessica Day. 2013 war er als Schauspieler in Martin Scorseses The Wolf of Wall Street zu sehen.

### Reiner als Filmemacher
Als Filmregisseur feierte Reiner 1984 seinen Einstand mit der Mockumentary This Is Spinal Tap über die Höhen und Tiefen einer fiktiven Rockband, wobei diese Komödie vor allem im englischsprachigen Raum zum Kultfilm wurde. Sein nächster Film war der Teenager-Streifen Der Volltreffer mit John Cusack. Reiners dritter Film, das Coming-of-Age-Drama Stand by Me – Das Geheimnis eines Sommers über eine Gruppe von vier Jungen, die sich auf der Suche nach einer Leiche machen, brachte ihm als Regisseur Nominierungen der Directors Guild of America (DGA; Gewerkschaft der US-Regisseure) sowie der Hollywood Foreign Press Association ein. Seine zweite und dritte Nominierung der DGA verbuchte er für die Filme Harry und Sally (1989) und Eine Frage der Ehre (1992), für den er auch eine Oscar-Nominierung in der Kategorie Bester Film erhielt. Sehr erfolgreich waren in dieser Zeit auch der ironisch angehauchte Märchenfilm Die Braut des Prinzen (1987) und der Horrorfilm Misery mit der hierfür oscarprämierten Kathy Bates. Wie bereits bei Stand by Me diente Reiner bei Misery ein Werk von Stephen King als Vorlage. 1987 gründete er zusammen mit Andrew Scheinman die Produktionsfirma Castle Rock Entertainment (ebenfalls eine Anspielung auf Kings Werk), die 1991 verkauft wurde.
Nachdem Reiners erste Filme zum großen Teil eine positive Kritikerrenzension erfuhren, wurde sein Film North im Jahr 1994 von den meisten Rezensenten verrissen. Seitdem stießen seine Filmprojekte oft nur auf ein gemischtes Kritikerecho. In der von ihm als Regisseur inszenierten romantischen Komödie Alex & Emma stand er 2003 auch vor der Kamera. 2005 gelang ihm mit Wo die Liebe hinfällt …, einer Art Fortsetzung zu Die Reifeprüfung, ein kommerzieller Erfolg. Auch Das Beste kommt zum Schluss mit Morgan Freeman und Jack Nicholson als todgeweihten Abenteurern, die vor ihrem Tod noch eine Weltreise unternehmen wollen, erwies sich als beliebt. In jüngerer Vergangenheit drehte Reiner mehrmals politisch akzentuierte Filme, so die Filmbiografie LBJ (2016) über US-Präsident Lyndon B. Johnson und Shock and Awe (2017) über die Gründe der Irak-Invasion der Regierung Bush. Beide waren mit Woody Harrelson in der Hauptrolle besetzt.

### Politischer und sozialer Aktivismus
In den USA ist Reiner auch für seine Tätigkeit als Politaktivist bekannt. So unterstützte er die Wahlkampagnen der demokratischen Präsidentschaftskandidaten Al Gore (2000), Howard Dean (2004) und Hillary Clinton (2008). 2006 war er als Kandidat für das Amt des Gouverneurs von Kalifornien im Gespräch, trat aber aus persönlichen Gründen nicht gegen Amtsinhaber Arnold Schwarzenegger an. Reiner war ein regelmäßiger Kritiker von Donald Trump während dessen Amtszeit und verglich ihn unter anderem mit der Figur des rassistischen Archie Bunker aus All in the Family.
Reiner ist Mitglied der Social Responsibility Taskforce, einer Organisation der Directors Guild of America, die für mehr Eigenverantwortung der Unterhaltungsindustrie bei Themen wie Gewaltdarstellung oder Tabakkonsum eintritt. Er wurde zu einer wichtigen Galionsfigur der amerikanischen Tabakgegner, als er 1998 mit einer Kampagne durchsetzen konnte, dass Programme zur kindlichen Früherziehung im Staat Kalifornien durch eine Erhöhung der Tabaksteuer finanziert werden sollten.

### Privates
Von 1971 bis 1979 war er mit der Schauspielerin und Regisseurin Penny Marshall verheiratet, deren Tochter Tracy Reiner er adoptierte. 1989 heiratete er Michele Singer. Aus der zweiten Ehe gingen drei Kinder hervor.

## Filmografie (Auswahl)

### Als Regisseur
- 1984: This Is Spinal Tap
- 1985: Der Volltreffer (The Sure Thing)
- 1986: Stand by Me – Das Geheimnis eines Sommers (Stand by Me)
- 1987: Die Braut des Prinzen (The Princess Bride)
- 1989: Harry und Sally (When Harry Met Sally…)
- 1990: Misery (Misery)
- 1992: Eine Frage der Ehre (A Few Good Men)
- 1994: North
- 1995: Hallo, Mr. President (The American President)
- 1996: Das Attentat (Ghosts of Mississippi)
- 1999: An deiner Seite (The Story of Us)
- 2003: Alex & Emma
- 2005: Wo die Liebe hinfällt … (Rumor Has It…)
- 2007: Das Beste kommt zum Schluss (The Bucket List)
- 2010: Verliebt und ausgeflippt (Flipped)
- 2012: The Magic of Belle Isle – Ein verzauberter Sommer (The Magic of Belle Isle)
- 2014: Das grenzt an Liebe (And So It Goes)
- 2015: Being Charlie – Zurück ins Leben (Being Charlie)
- 2016: LBJ
- 2017: Shock and Awe

### Als Schauspieler
- 1961: Manhunt (Fernsehserie, Folge Woman on the Highway)
- 1967: Sein großer Auftritt (Enter Laughing)
- 1967: Ein Froschmann an der Angel (The Big Mouth)
- 1967: Batman (Fernsehserie, Folge The Penguin Declines)
- 1970: Halls of Anger
- 1970: Wo is’ Papa? (Where’s Poppa?)
- 1971: Summertree
- 1971–1978: Es bleibt in der Familie (All in the Family; Fernsehserie, 182 Folgen)
- 1975: How Come Nobody’s on Our Side?
- 1976: Detektiv Rockford – Anruf genügt (The Rockford Files; Fernsehserie, Folge Der Unwiderstehliche)
- 1977: Es brennt an allen Ecken (Fire Sale)
- 1979: Reichtum ist keine Schande (The Jerk)
- 1984: This Is Spinal Tap
- 1987: Schmeiß’ die Mama aus dem Zug! (Throw Momma from the Train)
- 1990: Grüße aus Hollywood (Postcards from the Edge)
- 1990: The Spirit of ’76
- 1990: Misery
- 1993: Schlaflos in Seattle (Sleepless in Seattle)
- 1994: Bullets Over Broadway
- 1994: Lifesavers – Die Lebensretter (Mixed Nuts)
- 1995: Bye Bye, Love
- 1995: Mein Partner mit der heißen Braut (For Better or Worse)
- 1996: Der Club der Teufelinnen (The First Wives Club)
- 1996: Bullet Point (Mad Dog Time)
- 1998: Mit aller Macht (Primary Colors)
- 1999: Die Muse (The Muse)
- 1999: An deiner Seite (The Story of Us)
- 1999: EDtv
- 2001: The Majestic
- 2003: Alex & Emma
- 2003: Dickie Roberts: Kinderstar (Dickie Roberts: Former Child Star)
- 2010: 30 Rock (Fernsehserie, Folge Let's Stay Together)
- 2012–2018: New Girl (Fernsehserie, elf Folgen)
- 2013: The Wolf of Wall Street
- 2014: Das grenzt an Liebe (And So It Goes)
- 2017: Sandy Wexler
- 2017: When We Rise (Fernsehserie, zwei Folgen)
- 2020: Hollywood (Fernsehserie, drei Folgen)

## Auszeichnungen (Auswahl)
Academy Award

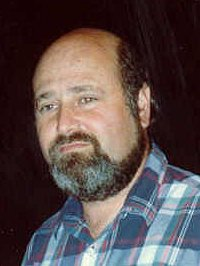
Rob Reiner bei den Emmy Awards 1988

- 1993 	Nominiert bester Film für Eine Frage der Ehre

Golden Globe
- 1996 	Nominiert beste Regie für The American President
- 1993 	Nominiert beste Regie für Eine Frage der Ehre
- 1990 	Nominiert beste Regie für Harry und Sally
- 1987 	Nominiert beste Regie für Stand by Me
- 1977 	Nominiert beste Regie für All in the Family
- 1977 	Nominiert bester Nebendarsteller (Fernsehen) für All in the Family
- 1974 	Nominiert bester Nebendarsteller (Fernsehen)  für All in the Family
- 1973 	Nominiert bester Nebendarsteller (Fernsehen)  für All in the Family
- 1972 	Nominiert bester Nebendarsteller (Fernsehen)  für All in the Family

Primetime Emmy Award
- 1978 	 bester Nebendarsteller (Fernsehen) für All in the Family
- 1975 	Nominiert bester Nebendarsteller (Fernsehen) für All in the Family
- 1974 	bester Nebendarsteller (Fernsehen)  für All in the Family
- 1973 	Nominiert bester Nebendarsteller (Fernsehen)  für All in the Family
- 1972 	Nominiert bester Nebendarsteller (Fernsehen)  für All in the Family

BAFTA Award
- 1990 	bester Nebendarsteller (Fernsehen)

David di Donatello
- 1990 	Nominiert beste Regie eines ausländischen Regisseurs für Harry und Sally

Directors Guild of America
- 1993 	Nominiert beste Regie für Eine Frage der Ehre
- 1990 	Nominiert beste Regie für Harry und Sally
- 1987 	Nominiert beste Regie für Stand by Me

Heartland Filmfestival (Indianapolis)
- 2010 	Nominiert Truly Moving Picture Award für 	Flipped
- 1996 	Truly Moving Picture Award für 		Ghosts of Mississippi
- 1992 	Truly Moving Picture Award für 	Eine Frage der Ehre
- 1987 	Truly Moving Picture Award für 	The Princess Bride
- 1986 	Truly Moving Picture Award für 	Stand by Me

Independent Spirit Award
- 1987 	Beste Regie für Stand by Me

Kinema Junpo Award
- 1988 	Bester ausländischer Film für Stand by Me

National Board of Review
- 1996 	Bestes Ensemble für Der Club der Teufelinnen

Hollywood Walk of Fame
- 1999 eigener Stern auf dem  Walk of Fame (Adresse: 6413 Hollywood Blvd.)

A Tribute To... Award (Zurich Film Festival)
- 2017 	 Lifetime Achievement